# The U.S. Albums
The U.S. Albums ist eine Zusammenstellung 13 US-amerikanischer Kompilationsalben der britischen Musikgruppe The Beatles. Die Box erschien am 17. Januar 2014 in Deutschland, am 20. Januar in Großbritannien und am 21. Januar 2014 in den USA.

## Vorgeschichte

Das Logo von Capitol Records

Nachdem Capitol Records das Angebot ausgeschlagen hatte, die EMI-Vertriebsrechte für die USA für die Beatles zu übernehmen, schloss Vee-Jay Records, einen Vertrag mit den Beatles, der aber anfänglich zu keinem kommerziellen Erfolg führte.
Im Dezember 1963 unterzeichnete Brian Epstein, der Manager der Beatles, einen Plattenvertrag mit Capitol Records für zukünftige Beatlesveröffentlichungen. Am 26. Dezember 1963 erschien dann mit I Want to Hold Your Hand / I Saw Her Standing There die erste Single der Beatles bei Capitol Records. Die Single stieg am 18. Januar 1964 auf Platz 45 in die Billboard Hot 100 ein. Zwei Wochen später führte I Want to Hold Your Hand die Charts an. Es war der kommerzielle Durchbruch der Beatles in den USA. Am 10. Januar 1964 erschien in den USA das Album Introducing… The Beatles von Vee-Jay Records, zehn Tage später das Album Meet the Beatles!. Schon am 10. April 1964 folgte das dritte Album The Beatles’ Second Album, das aus der Sicht von Capitol Records das zweite Album der Beatles war.

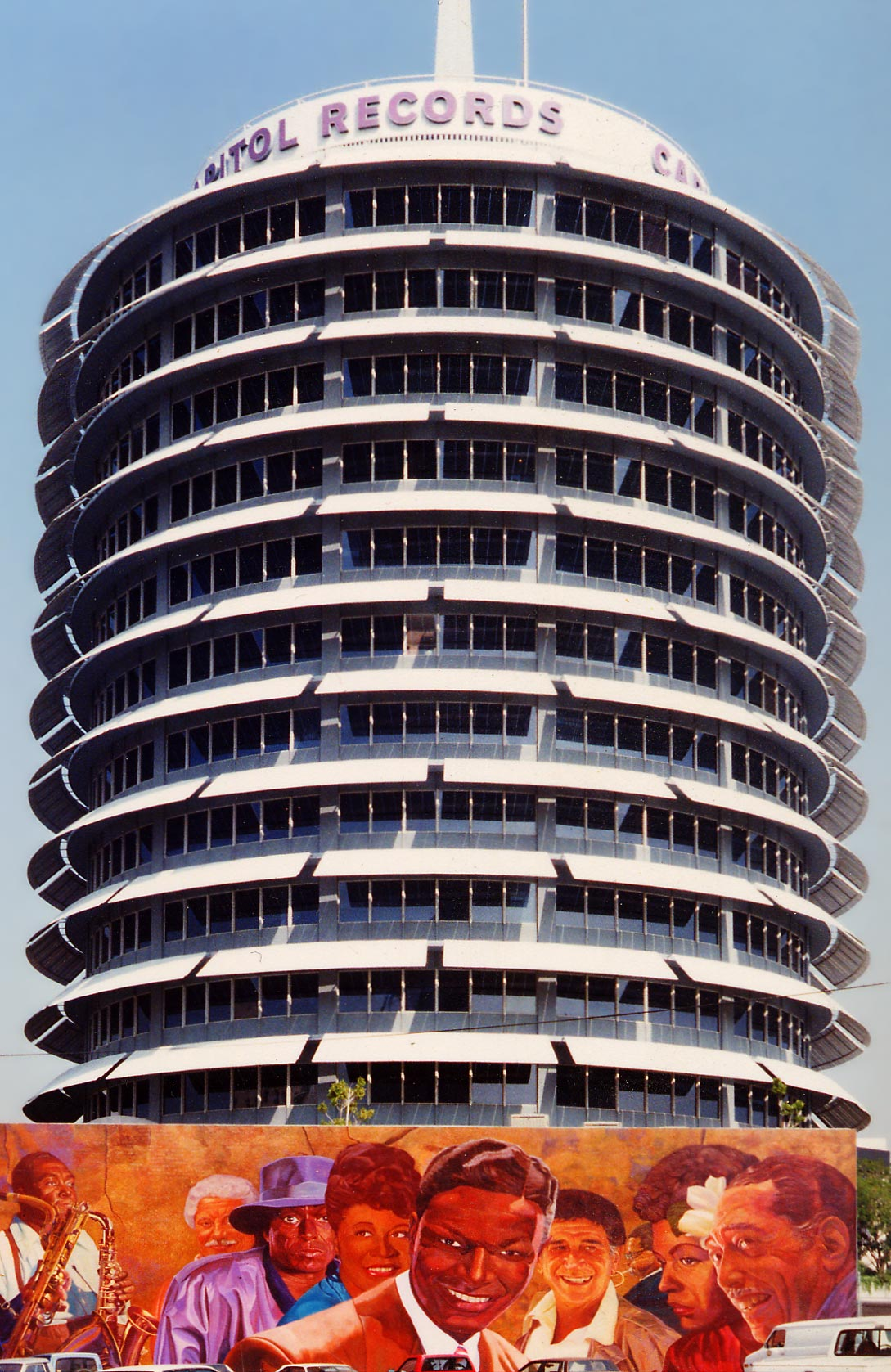
Der Capitol Tower – der Firmensitz von Capitol Records in Hollywood

Während in Großbritannien das Albumformat 14 Lieder umfassen konnte, waren in den USA zwölf oder weniger Lieder die Regel für ein Album. Weiterhin wurden in den USA erfolgreiche Singles der Beatles auf den Studioalben, im Gegensatz zu Großbritannien, hinzugefügt, sodass eine Anzahl von Liedern übrig blieb, die dann für „neue“ Alben verwendet wurde. Capitol Records begann ab The Beatles’ Second Album statt zwölf nur elf Lieder auf ihren Beatles-Kompilationsalben zu veröffentlichen, um Lizenzgebühren zu sparen.

Capitol Records-Single Roll Over Beethoven

Es folgte am 26. Juni 1964 noch A Hard Day’s Night, es enthält nur Musik aus dem gleichnamigen Film. Da United Artists den ersten Film der Beatles finanziert hatte, bekam die Filmgesellschaft für die USA auch das Recht den Soundtrack zu vertreiben, sodass die sieben Lieder der Seite eins des britischen Originalalbums sowie der Titel I’ll Cry Instead verwendet wurde. Es war Capitol Records erlaubt, Lieder des Albums A Hard Day’s Night auf ihren eigenen Alben zu veröffentlichen, so lange sie es nicht als Soundtrackalbum vermarkteten, so wurde am 20. Juli 1964 das Album Something New veröffentlicht. Capitol Records entschied sich kurz vor Weihnachten des Jahres 1964 mit Beatles ’65 , ein weiteres eigenständiges Album zu veröffentlichen, das im Wesentlichen auf dem britischen Album Beatles for Sale basiert.
Insgesamt erschienen in den USA im Jahr 1964 einschließlich des Dokumentationsalbums The Beatles’ Story sechs Alben der Beatles, die von Capitol Records veröffentlicht wurden.

Capitol Records-Single Yesterday

Am 22. März 1965 erschien ein Ersatz für das Album Introducing… The Beatles, mit dem Titel The Early Beatles , da Vee-Jay Records aus rechtlichen Gründen nur bis zum 15. Oktober 1964 Beatles-Platten veröffentlichen durfte. Am 14. Juni 1965 wurde das Album Beatles VI veröffentlicht, es enthält die sechs Lieder des britischen Albums Beatles for Sale, die nicht auf dem Album Beatles ’65 erschienen sind, weiterhin enthält das Album drei Lieder des britischen Albums Help!. In den USA erschien dann am 13. August 1965 die US-amerikanische Version des Albums Help!. Im Gegensatz zur britischen Fassung enthält dieses Album nur Musik aus dem gleichnamigen Film, die sieben Lieder der ersten Seite des britischen Albums Help!, als auch die Instrumentalstücke From Me to You Fantasy, In the Tyrol, Another Hard Day’s Night, The Bitter End / You Can’t Do That und The Chase. Die Instrumentallieder wurden nicht von den Beatles oder George Martin, sondern von Ken Thorne aufgenommen.
Die US-amerikanische Version von Rubber Soul erschien am 6. Dezember 1965 und enthält nur zwölf Lieder, von denen zwei, I’ve Just Seen a Face und It’s Only Love, bereits auf der britischen Veröffentlichung des Albums Help! veröffentlicht worden waren. Die fehlenden Titel (Drive My Car, Nowhere Man, What Goes On und If I Needed Someone) wurden erst im Juni 1966 auf dem für den US-amerikanischen Markt zusammengestellten Album Yesterday and Today veröffentlicht, dieses beinhaltet eine Auswahl von bis dato in den USA nicht veröffentlichten oder bisher nur auf Single erhältlichen Liedern.
Die US-amerikanische Version von Revolver enthält nur elf statt 14 Lieder, da drei Titel, auf Wunsch von Capitol Records, von dem britischen Original I’m Only Sleeping, And Your Bird Can Sing und Doctor Robert bereits auf dem US-amerikanischen Album Yesterday and Today veröffentlicht worden waren.
In den USA wurden die Studioalben Sgt. Pepper’s Lonely Hearts Club Band (1967), The Beatles (1968), Yellow Submarine (1969), Abbey Road (1969) und Let It Be (1970) von Capitol Records übernommen. Capitol Records stellte bis zur offiziellen Trennung der Beatles im April 1970 zwei weitere Kompilationsalben zusammen.
Im November 1967 erschien in den USA Magical Mystery Tour, da Capitol Records mit einer EP-Veröffentlichung, wie in Europa, nicht einverstanden war. Die fehlenden Titel für eine Albumveröffentlichung wurden durch fünf Lieder, die 1967 zuvor nur als Single erschienen waren, ergänzt. Das Album wurde ab 1987 mit der erstmaligen CD-Veröffentlichung der Alben dem Kernkatalog der Beatles hinzugefügt.
Im Februar 1970 erschien Hey Jude, es enthält Lieder, die bis dato nicht auf einem in den USA veröffentlichten Album von Capitol Records erschienen waren.
Mit der erstmaligen legalen Veröffentlichung der Beatles-Alben im CD-Format zwischen 26. Februar und 20. Oktober 1987 entschied sich die EMI, das grundsätzlich weltweit nur noch die zwölf britischen Studioalben hergestellt werden, zusätzlich wurde das US-amerikanische Kompilationsalbum Magical Mystery Tour, wie schon angeführt, dem Kernkatalog der Beatles hinzugefügt.
Am 15. November 2004 wurde die Box The Capitol Albums Vol. 1 veröffentlicht, die folgende vier US-amerikanische Alben beinhaltet, die erstmals legal auf CD veröffentlicht wurden:
- Meet the Beatles!
- The Beatles’ Second Album
- Something New
- Beatles ’65

Die vier Alben wurden ursprünglich im Jahr 1964 veröffentlicht.
Im April 2006 folgte die Veröffentlichung der Box The Capitol Albums Vol. 2, die folgende vier Alben aus dem Jahr 1965 beinhaltet:
- The Early Beatles
- Beatles VI
- Help!
- Rubber Soul

## Entstehung
Am 21. Januar 2014 wurde die Box The U.S. Albums veröffentlicht, die folgende 13 individuellen US-amerikanischen Alben enthält:
- Meet the Beatles! (1964)
- The Beatles’ Second Album (1964)
- A Hard Day’s Night (Soundtrack) (1964)
- Something New (1964)
- The Beatles’ Story (1964)
- Beatles ’65 (1964)
- The Early Beatles (1965)
- Beatles VI (1965)
- Help! (Soundtrack) (1965)
- Rubber Soul (US-Version, 1965)
- Yesterday and Today (1966)
- Revolver (US-Version, 1966)
- Hey Jude (1970)

Da das US-amerikanische Album Magical Mystery Tour seit 1987 dem Kernkatalog der Beatles hinzugefügt wurde, war es in der Box nicht enthalten, weiterhin nicht beinhaltet war Introducing… The Beatles von Vee-Jay Records. A Hard Day’s Night, ursprünglich von  United Artists veröffentlicht, wurde ab 1980 von Capitol Records vertrieben und konnte somit der Box beigefügt werden.
Das originale Remastering fand durch Paul Hicks, Sean Magee, Guy Massey, Sam Okell, Steve Rooke und Greg Calbi statt. Die Zusammenstellung der Masterbänder für die Alben erfolgte von Greg Calbi im Jahr 2013 in den Sterling Sound Studios in New York. Die Überwachung der Tonqualität erfolgte durch Steve Berkowitz, als ausführender Produzent der Box wurde Jeff Jones aufgeführt.
Die Alben, außer The Beatles’ Story und Hey Jude, hatten Mono- und Stereo-Abmischungen. Alle Alben hatten ihre ursprünglichen Cover und Innencover als Replika in CD-Pappcovern, weiterhin hatten die CDs Label von Capitol Records bzw. bei A Hard Day’s Night von United Artists.
Die CD-Alben der Box waren, außer The Beatles’ Story, auch separat erhältlich.
Die Box sowie die einzelnen Alben sind seit dem 17. Januar 2014 als Download bei iTunes erhältlich.

## Die Abmischungen der Alben
Einige der Original-Abmischungen wurden in den 1960er Jahren durch Dave Dexter Jr. veranlasst, der auch als weiterer Produzent bei den Alben Something New, Beatles ’65  und Help!  aufgeführt wurde.
Während bei den Boxen The Capitol Albums Vol. 1 und Vol. 2 die originalen Submaster von Capitol Records und nicht die Original Master der Abbey Road Studios verwendet wurden, wurden für die Alben der The U.S. Albums Box im Wesentlichen die im September 2009 veröffentlichten britischen remasterten Bänder verwendet. Die in den 1960er Jahren hergestellten US-amerikanischen Abmischungen wurden rekonstruiert. Die Duophonic-Stereoabmischungen (Fake-Stereo) wurden durch britische Stereo-Abmischungen und die eigenständigen US-amerikanischen Monoabmischungen (heruntergemischte britische Stereoversion) wurden durch die britischen Monoversionen ersetzt.
Bei der Herstellung von Duophonic-Stereoabmischungen in den 1960ern in den USA wurden Mono-Masterbänder verwendet, wobei die Toningenieure das Monosignal durch zwei Tonkanäle sendeten, dabei wurden bei einem Kanal die tiefen Töne und auf dem anderen Kanal die Höhen optimal ausgesteuert, außerdem werden die beiden Kanäle leicht asynchron abgespielt, sodass ein Stereoeffekt vorgetäuscht wird.
- Meet the Beatles!:
  - Monoversion:
    - Original Album: Die Monoversion ist die heruntergemischte britische Stereoversion.  I Want to Hold Your Hand und This Boy sind die originalen britischen Monomixe.
    - 2014 CD-Album: Die britische 2009er Monoversion wurde verwendet.

  - Stereoversion:
    - Original Album: Bei der überarbeiteten Stereoversion des Albums wurden keine Stereo-Abmischungen der Lieder I Want to Hold Your Hand und This Boy, sondern sogenannte Duophonic-Abmischungen (Fake-Stereo), verwendet.
    - 2014 CD-Album: Für I Want To Hold Your Hand und This Boy wurden die 2009er Stereoversionen verwendet.

- The Beatles’ Second Album:
  - Monoversion:
    - Original Album: Die Monoversion ist die heruntergemischte britische Stereoversion. Für Long Tall Sally und I Call Your Name wurden frühe Mono- und Stereoabmischungen verwendet.[3] Für Money (That’s What I Want) wurde ein neuer Monomix angefertigt. Die Lieder I’ll Get You und She Loves You sind die originalen britischen Monoversionen.[4]
    - 2014 CD-Album: Die britische 2009er Monoversion wurde verwendet. Die Lieder You Can’t Do That, Long Tall Sally (es wurde kein Hall verwendet) und I Call Your Name (andere Abmischung der Gitarre und der Kuhglocke am Anfang des Liedes) haben neue Abmischungen.

  - Stereoversion:
    - Original Album: Bei der überarbeiteten Stereoversion des Albums wurden keine Stereoabmischungen der Lieder She Loves You und I’ll Get You sondern sogenannte Duophonic-Abmischungen (Fake-Stereo), verwendet.
    - 2014 CD-Album: Für She Loves You und I’ll Get You wurden die 2009er Monoabmischungen verwendet, ansonsten wurden die 2009er Stereoversionen verwendet.

- A Hard Day’s Night (Soundtrack):
  - Monoversion:
    - Original Album: Die Monoversion des Liedes And I Love Her enthält ebenfalls eine andere Abmischung ohne gedoppelten Gesang, Any Time at All (das Klavier wurde in den Hintergrund gemischt) und When I Get Home (das Klavier wurde in den Vordergrund gemischt) haben ebenfalls andere Abmischungen. I’ll Cry Instead ist 20 Sekunden länger als die britische Version.
    - 2014 CD-Album: Die britische 2009er Monoversion wurde verwendet. Die Lieder And I Love Her und I’ll Cry Instead haben eine neue Abmischung.

  - Stereoversion:
    - Original Album: Die Stereoabmischung von A Hard Day’s Night ist mit der britischen Originalabmischung nicht identisch, I’ll Cry Instead ist 20 Sekunden länger als die britische Version.
    - 2014 CD-Album: Die britische 2009er Stereoversion wurde verwendet. Für I’ll Cry Instead wurde eine neue Abmischung hergestellt.

- Something New:
  - Monoversion:
    - Original Album: Das Album hat teilweise eigenständige Monoabmischungen der Lieder Any Time at All (das Klavier wurde in den Hintergrund gemischt), When I Get Home (das Klavier wurde in den Vordergrund gemischt) und And I Love Her (einfacher und nicht gedoppelter Gesang). I’ll Cry Instead wurde in den USA in einer um knapp 20 Sekunden verlängerten Version auf der Monoversion des Albums Something New veröffentlicht. Die restlichen Monoversionen sind die originalen britischen Monoabmischungen.
    - 2014 CD-Album: Für die Lieder Any Time at All,  When I Get Home, And I Love Her und I’ll Cry Instead wurden neue Abmischungen hergestellt.

  - Stereoversion:
    - Original Album: Die Stereoversion enthält die britische Originalversion.
    - 2014 CD-Album: Es wurden die 2009er Stereoversionen verwendet.

- Beatles ’65:
  - Monoversion:
    - Original Album: Weiterhin enthält die Monoversion des Albums eine andere Abmischung des Liedes I’ll Be Back. Die Monoversion von She’s a Woman wurde gekürzt und Echo hinzugefügt, bei I Feel Fine wurde ebenfalls Hall verwendet. Die übrigen Lieder haben die britischen Monoversionen.
    - 2014 CD-Album: Für Lieder I’ll Be Back, She’s a Woman und I Feel Fine wurden neue Abmischungen hergestellt, ansonsten wurden die 2009er Monoversionen verwendet.

  - Stereoversion:
    - Original Album: Die Lieder I Feel Fine und She’s a Woman wurden für die Stereoversion des Albums in Fake-Stereo abgemischt.
    - 2014 CD-Album: Es wurden die 2009er Stereoversionen verwendet.

- The Early Beatles:
  - Monoversion:
    - Original Album: Die Monoversion ist die heruntergemischte britische Stereoversion. Die Lieder Love Me Do und P.S. I Love You sind originalen britischen Monoabmischungen.
    - 2014 CD-Album: Es wurden die 2009er Monoversionen verwendet.

  - Stereoversion:
    - Original Album: Bei der überarbeiteten Stereoversion des Albums wurden keine Stereoabmischungen der Lieder Love Me Do und P.S. I Love You, sondern sogenannte Duophonic-Abmischungen (Fake-Stereo), verwendet.
    - 2014 CD-Album: Es wurden die 2009er Stereoversionen verwendet, bei Love Me Do und P.S. I Love You wurden wiederum die 2009er Monoversionen verwendet.

- Beatles VI:
  - Monoversion:
    - Original Album: Es wurden keine Veränderungen vorgenommen, es enthält die britischen Monoabmischungen.
    - 2014 CD-Album: Es wurden die 2009er Monoversionen verwendet.

  - Stereoversion:
    - Original Album: Yes It Is wurde für die Stereoversion des Albums in Duophonic-Version (Fake Stereo) abgemischt.
    - 2014 CD-Album: Es wurden die 2009er Stereoversionen verwendet.

- Help!:
  - Monoversion:
    - Original Album: Die Monoversion ist die heruntergemischte britische Stereoversion der Beatles-Lieder, die Stereo-Instrumentalversionen von Ken Thorne wurden ebenfalls heruntergemischt.
    - 2014 CD-Album: Es wurden die 2009er Monoversionen verwendet. Für das Lied Help! wurde die James Bond Theme vorgesetzt.

  - Stereoversion:
    - Original Album: Ticket to Ride wurde für die Stereoversion des Albums neu abgemischt, dabei wurde die Monoversion in eine Duophonic-Version (Fake Stereo) umgewandelt. Das Lied Help! beginnt mit der von Ken Thorne eingespielten James Bond Theme.
    - 2014 CD-Album: Es wurden die 2009er Stereoversionen verwendet. Für das Lied Help!  wurde die James Bond Theme vorgesetzt.

- Rubber Soul:
  - Monoversion:
    - Original Album: Bei Michelle ist die Perkussionsbegleitung mehr in den Vordergrund gemischt, das Lied ist etwas länger. Ansonsten wurden die britischen Monoabmischungen verwendet.
    - 2014 CD-Album: Es wurden die 2009er Monoversionen verwendet. Für Michelle wurde eine neue Abmischung hergestellt.

  - Stereoversion:
    - Original Album: Das Lied I’m Looking Through You wird am Anfang zweimal kurz beendet, bevor das eigentliche Lied beginnt, sodass es ungefähr zehn Sekunden länger ist als die britische Version. Die Stereoversion von The Word enthält eine andere Abmischung (gedoppelter Gesang von John Lennon) als die britische Stereoversion.
    - 2014 CD-Album: Es wurden die 2009er Stereoversionen verwendet. Für I’m Looking Through You und The Word wurden neue Abmischungen hergestellt.

- Yesterday and Today:
  - Monoversion:
    - Original Album: Die Monoversionen der Lieder I’m Only Sleeping (andere Abmischung der rückwärts gespielten Gitarre), Doctor Robert und And Your Bird Can Sing (das Händeklatschen wurde lauter abgemischt und die Gitarre in den Hintergrund) haben eine andere Abmischung als die britischen Monoversionen.
    - 2014 CD-Album: Es wurden die 2009er Monoversionen verwendet. Für I’m Only Sleeping, Doctor Robert und And Your Bird Can Sing wurden neue Abmischungen hergestellt.

  - Stereoversion:
    - Original Album: Die Stereoversionen von Day Tripper (anderes Stereobild der Gitarren am Anfang des Liedes), We Can Work It Out (anderes Stereobild des Harmoniums), I’m Only Sleeping (andere Abmischung der rückwärts gespielten Gitarre), und Doctor Robert (andere Abmischung des Ende des Liedes) enthalten ebenso eigenständige Abmischungen und sind nicht mit den britischen Abmischungen identisch.
    - 2014 CD-Album: Es wurden die 2009er Stereoversionen verwendet. Für Day Tripper, We Can Work It Out, I’m Only Sleeping und Doctor Robert wurden neue Abmischungen hergestellt.

- Revolver:
  - Monoversion:
    - Original Album: Für die verbliebenen elf Lieder wurden die britischen Monoversionen verwendet.
    - 2014 CD-Album: Es wurden die 2009er Monoversionen verwendet.

  - Stereoversion:
    - Original Album: Für die elf Lieder wurden die britischen Stereoversionen verwendet.
    - 2014 CD-Album: Es wurden die 2009er Stereoversionen verwendet.

- Hey Jude:
  - Stereoversion:
    - Original Album: Für die Veröffentlichung des Albums wurden von George Martin für die Lieder Lady Madonna und Rain am 2. Dezember sowie Hey Jude und Revolution am 5. Dezember 1969 in den Abbey Road Studios Stereoabmischungen hergestellt, die auch für spätere Kompilationsalben verwendet wurden.
    - 2014 CD-Album: Es wurden die 2009er Stereoversionen verwendet.

## Covergestaltung

Flagge der USA

Das Design der beiden Boxen stammt von der Firma Vartan, verantwortlich waren Meire Murakami und Mike Diehl.
Die CDs befinden sich in einer Pappbox auf deren Vorderseite die Beatles vor einer US-amerikanischen Flagge abgedruckt sind. Auf der Rückseite werden die enthaltenen Alben aufgeführt.
Die Box enthält ein bebildertes 64-seitiges Heft, das eine Abhandlung über die Karriere der Beatles in den USA, geschrieben von Bill Flanagan mit der Unterstützung von Bruce Spizer, enthält.

## Titellisten
Meet the Beatles!
| Nummer | Lied                            | Autor            | Leadgesang                     | Länge |
| ------ | ------------------------------- | ---------------- | ------------------------------ | ----- |
| 01     | I Want to Hold Your Hand (Mono) | Lennon/McCartney | Lennon und McCartney           | 2:27  |
| 02     | I Saw Her Standing There (Mono) | Lennon/McCartney | Paul McCartney                 | 2:54  |
| 03     | This Boy (Mono)                 | Lennon/McCartney | Lennon, McCartney und Harrison | 2:15  |
| 04     | It Won’t Be Long (Mono)         | Lennon/McCartney | Lennon                         | 2:13  |
| 05     | All I’ve Got to Do (Mono)       | Lennon/McCartney | Lennon                         | 2:04  |
| 06     | All My Loving (Mono)            | Lennon/McCartney | McCartney                      | 2:08  |
| 07     | Don’t Bother Me (Mono)          | Harrison         | Harrison                       | 2:29  |
| 08     | Little Child (Mono)             | Lennon/McCartney | Lennon                         | 1:48  |
| 09     | Till There Was You (Mono)       | Meredith Willson | McCartney                      | 2:15  |
| 10     | Hold Me Tight (Mono)            | Lennon/McCartney | McCartney                      | 2:33  |
| 11     | I Wanna Be Your Man (Mono)      | Lennon/McCartney | Starr                          | 1:58  |
| 12     | Not a Second Time (Mono)        | Lennon/McCartney | Lennon                         | 2:10  |
| 13     | I Want to Hold Your Hand        | Lennon/McCartney | Lennon und McCartney           | 2:27  |
| 14     | I Saw Her Standing There        | Lennon/McCartney | Paul McCartney                 | 2:55  |
| 15     | This Boy                        | Lennon/McCartney | Lennon, McCartney und Harrison | 2:15  |
| 16     | It Won’t Be Long                | Lennon/McCartney | Lennon                         | 2:13  |
| 17     | All I’ve Got to Do              | Lennon/McCartney | Lennon                         | 2:04  |
| 18     | All My Loving                   | Lennon/McCartney | McCartney                      | 2:08  |
| 19     | Don’t Bother Me                 | Harrison         | Harrison                       | 2:29  |
| 20     | Little Child                    | Lennon/McCartney | Lennon                         | 1:48  |
| 21     | Till There Was You              | Meredith Willson | McCartney                      | 2:15  |
| 22     | Hold Me Tight                   | Lennon/McCartney | McCartney                      | 2:33  |
| 23     | I Wanna Be Your Man             | Lennon/McCartney | Starr                          | 2:01  |
| 24     | Not a Second Time               | Lennon/McCartney | Lennon                         | 2:05  |

The Beatles’ Second Album
| Nummer | Lied                               | Autor                                               | Leadgesang           | Länge |
| ------ | ---------------------------------- | --------------------------------------------------- | -------------------- | ----- |
| 01     | Roll Over Beethoven (Mono)         | Chuck Berry                                         | Harrison             | 2:47  |
| 02     | Thank You Girl (Mono)              | Lennon/McCartney                                    | Lennon und McCartney | 2:04  |
| 03     | You Really Got a Hold on Me (Mono) | Smokey Robinson                                     | Lennon               | 3:04  |
| 04     | Devil in Her Heart (Mono)          | Richard P. Drapkin                                  | Harrison             | 2:28  |
| 05     | Money (That’s What I Want) (Mono)  | Janie Bradford/Berry Gordy                          | Lennon               | 2:53  |
| 06     | You Can’t Do That (Mono)           | Lennon/McCartney                                    | Lennon               | 2:39  |
| 07     | Long Tall Sally (Mono)             | Enotris Johnson, Robert Blackwell, Richard Penniman | McCartney            | 2:06  |
| 08     | I Call Your Name (Mono)            | Lennon/McCartney                                    | Lennon               | 2:14  |
| 09     | Please Mr. Postman (Mono)          | Garrett/Dobbins/ Brian Holland/ Gorman/Bateman      | Lennon               | 2:37  |
| 10     | I’ll Get You (Mono)                | Lennon/McCartney                                    | Lennon               | 2:09  |
| 11     | She Loves You (Mono)               | Lennon/McCartney                                    | Lennon und McCartney | 2:25  |
| 12     | Roll Over Beethoven                | Chuck Berry                                         | Harrison             | 2:48  |
| 13     | Thank You Girl                     | Lennon/McCartney                                    | Lennon und McCartney | 2:05  |
| 14     | You Really Got a Hold on Me        | Smokey Robinson                                     | Lennon               | 3:04  |
| 15     | Devil in Her Heart                 | Richard P. Drapkin                                  | Harrison             | 2:29  |
| 16     | Money (That’s What I Want)         | Janie Bradford/Berry Gordy                          | Lennon               | 2:52  |
| 17     | You Can’t Do That                  | Lennon/McCartney                                    | Lennon               | 2:38  |
| 18     | Long Tall Sally                    | Enotris Johnson, Robert Blackwell, Richard Penniman | McCartney            | 2:05  |
| 19     | I Call Your Name                   | Lennon/McCartney                                    | Lennon               | 2:09  |
| 20     | Please Mr. Postman                 | Garrett/Dobbins/ Brian Holland/ Gorman/Bateman      | Lennon               | 2:36  |
| 21     | I’ll Get You                       | Lennon/McCartney                                    | Lennon               | 2:08  |
| 22     | She Loves You                      | Lennon/McCartney                                    | Lennon und McCartney | 2:21  |

A Hard Day’s Night (Soundtrack)
| Nummer | Lied                                             | Autor            | Interpret                     | Länge |
| ------ | ------------------------------------------------ | ---------------- | ----------------------------- | ----- |
| 01     | A Hard Day’s Night (Mono)                        | Lennon/McCartney | The Beatles                   | 2:33  |
| 02     | Tell Me Why (Mono)                               | Lennon/McCartney | The Beatles                   | 2:11  |
| 03     | I’ll Cry Instead (Mono)                          | Lennon/McCartney | The Beatles                   | 2:08  |
| 04     | I Should Have Known Better (Instrumental) (Mono) | Lennon/McCartney | George Martin & his Orchestra | 2:20  |
| 05     | I’m Happy Just to Dance with You (Mono)          | Lennon/McCartney | The Beatles                   | 1:59  |
| 06     | And I Love Her (Instrumental) (Mono)             | Lennon/McCartney | George Martin & his Orchestra | 3:49  |
| 07     | I Should Have Known Better (Mono)                | Lennon/McCartney | The Beatles                   | 2:46  |
| 08     | If I Fell (Mono)                                 | Lennon/McCartney | The Beatles                   | 2:22  |
| 09     | And I Love Her (Mono)                            | Lennon/McCartney | The Beatles                   | 2:34  |
| 10     | Ringo’s Theme (This Boy) (Instrumental) (Mono)   | Lennon/McCartney | George Martin & his Orchestra | 3:14  |
| 11     | Can’t Buy Me Love (Mono)                         | Lennon/McCartney | The Beatles                   | 2:15  |
| 12     | A Hard Day’s Night (Instrumental) (Mono)         | Lennon/McCartney | George Martin & his Orchestra | 2:12  |
| 13     | A Hard Day’s Night                               | Lennon/McCartney | The Beatles                   | 2:34  |
| 14     | Tell Me Why                                      | Lennon/McCartney | The Beatles                   | 2:09  |
| 15     | I’ll Cry Instead                                 | Lennon/McCartney | The Beatles                   | 2:07  |
| 16     | I Should Have Known Better (Instrumental)        | Lennon/McCartney | George Martin & his Orchestra | 2:11  |
| 17     | I’m Happy Just to Dance with You                 | Lennon/McCartney | The Beatles                   | 1:58  |
| 18     | And I Love Her (Instrumental)                    | Lennon/McCartney | George Martin & his Orchestra | 3:46  |
| 19     | I Should Have Known Better                       | Lennon/McCartney | The Beatles                   | 2:44  |
| 20     | If I Fell                                        | Lennon/McCartney | The Beatles                   | 2:20  |
| 21     | And I Love Her                                   | Lennon/McCartney | The Beatles                   | 2:29  |
| 22     | Ringo’s Theme (This Boy) (Instrumental)          | Lennon/McCartney | George Martin & his Orchestra | 3:11  |
| 23     | Can’t Buy Me Love                                | Lennon/McCartney | The Beatles                   | 2:13  |
| 24     | A Hard Day’s Night (Instrumental)                | Lennon/McCartney | George Martin & his Orchestra | 2:07  |

Something New
| Nummer | Lied                                    | Autor            | Leadgesang           | Länge |
| ------ | --------------------------------------- | ---------------- | -------------------- | ----- |
| 01     | I’ll Cry Instead (Mono)                 | Lennon/McCartney | Lennon               | 2:08  |
| 02     | Things We Said Today (Mono)             | Lennon/McCartney | McCartney            | 2:38  |
| 03     | Any Time at All (Mono)                  | Lennon/McCartney | Lennon               | 2:13  |
| 04     | When I Get Home (Mono)                  | Lennon/McCartney | Lennon               | 2:18  |
| 05     | Slow Down (Mono)                        | Larry Williams   | Lennon               | 2:57  |
| 06     | Matchbox (Mono)                         | Carl Perkins     | Starr                | 1:59  |
| 07     | Tell Me Why (Mono)                      | Lennon/McCartney | Lennon               | 2:09  |
| 08     | And I Love Her (Mono)                   | Lennon/McCartney | McCartney            | 2:31  |
| 09     | I’m Happy Just to Dance with You (Mono) | Lennon/McCartney | Harrison             | 1:59  |
| 10     | If I Fell (Mono)                        | Lennon/McCartney | Lennon und McCartney | 2:22  |
| 11     | Komm, gib mir deine Hand (Mono)         | Lennon/McCartney | Lennon und McCartney | 2:29  |
| 12     | I’ll Cry Instead                        | Lennon/McCartney | Lennon               | 1:47  |
| 13     | Things We Said Today                    | Lennon/McCartney | McCartney            | 2:37  |
| 14     | Any Time at All                         | Lennon/McCartney | Lennon               | 2:13  |
| 15     | When I Get Home                         | Lennon/McCartney | Lennon               | 2:18  |
| 16     | Slow Down                               | Larry Williams   | Lennon               | 2:56  |
| 17     | Matchbox                                | Carl Perkins     | Starr                | 1:59  |
| 18     | Tell Me Why                             | Lennon/McCartney | Lennon               | 2:09  |
| 19     | And I Love Her                          | Lennon/McCartney | McCartney            | 2:31  |
| 20     | I’m Happy Just to Dance with You        | Lennon/McCartney | Harrison             | 1:57  |
| 21     | If I Fell                               | Lennon/McCartney | Lennon und McCartney | 2:22  |
| 22     | Komm, gib mir deine Hand                | Lennon/McCartney | Lennon und McCartney | 2:25  |

The Beatles’ Story
1. On Stage with the Beatles – 1:03
2. How Beatlemania Began – 1:20
3. Beatlemania in Action – 1:25
4. Man Behind the Beatles – Brian Epstein – 2:47
5. John Lennon – 5:50
6. Who’s a Millionaire? – 0:39
7. Beatles Will Be Beatles – 7:28
8. Man Behind the Music – George Martin – 1:04
9. George Harrison – 4:46
10. A Hard Day’s Night – Their First Movie – 3:08
11. Paul McCartney – 2:45
12. Sneaky Haircuts and More About Paul – 3:29
13. The Beatles Look at Life – 2:05
14. ‘Victims’ of Beatlemania – 1:10
15. Beatles Medley – 3:58
  1. Things We Said Today
  2. I’m Happy Just to Dance with You
  3. Little Child
  4. Long Tall Sally
  5. She Loves You
16. Ringo Starr – 6:24
17. Liverpool and All the World! – 1:05

Beatles ’65
| Nummer | Lied                                    | Autor            | Leadgesang           | Länge |
| ------ | --------------------------------------- | ---------------- | -------------------- | ----- |
| 01     | No Reply (Mono)                         | Lennon/McCartney | Lennon               | 2:17  |
| 02     | I’m a Loser (Mono)                      | Lennon/McCartney | Lennon               | 2:31  |
| 03     | Baby’s in Black (Mono)                  | Lennon/McCartney | Lennon und McCartney | 2:07  |
| 04     | Rock and Roll Music (Mono)              | Chuck Berry      | Lennon               | 2:34  |
| 05     | I’ll Follow the Sun (Mono)              | Lennon/McCartney | McCartney            | 1:50  |
| 06     | Mr. Moonlight (Mono)                    | Johnson          | Lennon               | 2:36  |
| 07     | Honey Don’t (Mono)                      | Carl Perkins     | Starr                | 2:59  |
| 08     | I’ll Be Back (Mono)                     | Lennon/McCartney | Lennon               | 2:24  |
| 09     | She’s a Woman (Mono)                    | Lennon/McCartney | McCartney            | 3:00  |
| 10     | I Feel Fine (Mono)                      | Lennon/McCartney | Lennon               | 2:22  |
| 11     | Everybody’s Trying to Be My Baby (Mono) | Carl Perkins     | Harrison             | 2:30  |
| 12     | No Reply                                | Lennon/McCartney | Lennon               | 2:17  |
| 13     | I’m a Loser                             | Lennon/McCartney | Lennon               | 2:31  |
| 14     | Baby’s in Black                         | Lennon/McCartney | Lennon und McCartney | 2:07  |
| 15     | Rock and Roll Music                     | Chuck Berry      | Lennon               | 2:32  |
| 16     | I’ll Follow the Sun                     | Lennon/McCartney | McCartney            | 1:50  |
| 17     | Mr. Moonlight                           | Johnson          | Lennon               | 2:39  |
| 18     | Honey Don’t                             | Carl Perkins     | Starr                | 3:00  |
| 19     | I’ll Be Back                            | Lennon/McCartney | Lennon               | 2:24  |
| 20     | She’s a Woman                           | Lennon/McCartney | McCartney            | 3:05  |
| 21     | I Feel Fine                             | Lennon/McCartney | Lennon               | 2:21  |
| 22     | Everybody’s Trying to Be My Baby        | Carl Perkins     | Harrison             | 2:25  |

The Early Beatles
| Nummer | Lied                                | Autor                    | Leadgesang           | Länge |
| ------ | ----------------------------------- | ------------------------ | -------------------- | ----- |
| 01     | Love Me Do (Mono)                   | McCartney/Lennon         | Lennon und McCartney | 2:22  |
| 02     | Twist and Shout (Mono)              | Medley/Russell           | Lennon               | 2:36  |
| 03     | Anna (Go to Him) (Mono)             | Arthur Alexander         | Lennon               | 2:57  |
| 04     | Chains (Mono)                       | Gerry Goffin/Carole King | Harrison             | 2:26  |
| 05     | Boys (Mono)                         | Dixon/Farrell            | Starr                | 2:27  |
| 06     | Ask Me Why (Mono)                   | McCartney/Lennon         | Lennon               | 2:27  |
| 07     | Please Please Me (Mono)             | McCartney/Lennon         | Lennon               | 2:03  |
| 08     | P.S. I Love You (Mono)              | McCartney/Lennon         | McCartney            | 2:05  |
| 09     | Baby It’s You (Mono)                | David/Bacharach/Williams | Lennon               | 2:41  |
| 10     | A Taste of Honey (Mono)             | Ric Marlow/Bobby Scott   | McCartney            | 2:05  |
| 11     | Do You Want to Know a Secret (Mono) | McCartney/Lennon         | Harrison             | 2:00  |
| 12     | Love Me Do                          | McCartney/Lennon         | Lennon und McCartney | 2:21  |
| 13     | Twist and Shout                     | Medley/Russell           | Lennon               | 2:36  |
| 14     | Anna (Go to Him)                    | Arthur Alexander         | Lennon               | 2:57  |
| 15     | Chains                              | Gerry Goffin/Carole King | Harrison             | 2:26  |
| 16     | Boys                                | Dixon/Farrell            | Starr                | 2:27  |
| 17     | Ask Me Why                          | McCartney/Lennon         | Lennon               | 2:27  |
| 18     | Please Please Me                    | McCartney/Lennon         | Lennon               | 2:02  |
| 19     | P.S. I Love You                     | McCartney/Lennon         | McCartney            | 2:04  |
| 20     | Baby It’s You                       | David/Bacharach/Williams | Lennon               | 2:41  |
| 21     | A Taste of Honey                    | Ric Marlow/Bobby Scott   | McCartney            | 2:05  |
| 22     | Do You Want to Know a Secret        | McCartney/Lennon         | Harrison             | 1:57  |

Beatles VI
| Nummer | Lied                                              | Autor                            | Leadgesang           | Länge |
| ------ | ------------------------------------------------- | -------------------------------- | -------------------- | ----- |
| 01     | Medley: a) Kansas City, b) Hey Hey Hey Hey (Mono) | Leiber/Stoller; Richard Penniman | McCartney            | 2:34  |
| 02     | Eight Days a Week (Mono)                          | Lennon/McCartney                 | Lennon und McCartney | 2:46  |
| 03     | You Like Me Too Much (Mono)                       | Harrison                         | Harrison             | 2:37  |
| 04     | Bad Boy (Mono)                                    | Larry Williams                   | Lennon               | 2:20  |
| 05     | I Don’t Want to Spoil the Party (Mono)            | Lennon/McCartney                 | Lennon und McCartney | 2:37  |
| 06     | Words of Love (Mono)                              | Buddy Holly                      | Lennon und McCartney | 2:14  |
| 07     | What You’re Doing (Mono)                          | Lennon/McCartney                 | McCartney            | 2:35  |
| 08     | Yes It Is (Mono)                                  | Lennon/McCartney                 | Lennon               | 2:43  |
| 09     | Dizzy Miss Lizzy (Mono)                           | Williams                         | Lennon               | 2:55  |
| 10     | Tell Me What You See (Mono)                       | Lennon/McCartney                 | Lennon und McCartney | 2:38  |
| 11     | Every Little Thing (Mono)                         | Lennon/McCartney                 | Lennon und McCartney | 2:07  |
| 12     | Medley: a) Kansas City, b) Hey Hey Hey Hey        | Leiber/Stoller; Richard Penniman | McCartney            | 2:39  |
| 13     | Eight Days a Week                                 | Lennon/McCartney                 | Lennon und McCartney | 2:45  |
| 14     | You Like Me Too Much                              | Harrison                         | Harrison             | 2:38  |
| 15     | Bad Boy                                           | Larry Williams                   | Lennon               | 2:21  |
| 16     | I Don’t Want to Spoil the Party                   | Lennon/McCartney                 | Lennon und McCartney | 2:35  |
| 17     | Words of Love                                     | Buddy Holly                      | Lennon und McCartney | 2:05  |
| 18     | What You’re Doing                                 | Lennon/McCartney                 | McCartney            | 2:32  |
| 19     | Yes It Is                                         | Lennon/McCartney                 | Lennon               | 2:43  |
| 20     | Dizzy Miss Lizzy                                  | Williams                         | Lennon               | 2:55  |
| 21     | Tell Me What You See                              | Lennon/McCartney                 | Lennon und McCartney | 2:39  |
| 22     | Every Little Thing                                | Lennon/McCartney                 | Lennon und McCartney | 2:02  |

Help! Original Motion Picture Soundtrack
| Nummer | Lied                                                             | Autor                                    | Interpret  | Länge |
| ------ | ---------------------------------------------------------------- | ---------------------------------------- | ---------- | ----- |
| 01     | Help! (+ Ken Thorne’s James Bond Theme) (Mono)                   | Lennon/McCartney                         | Lennon     | 2:40  |
| 02     | The Night Before (Mono)                                          | Lennon/McCartney                         | McCartney  | 2:35  |
| 03     | From Me to You Fantasy (Instrumental) (Mono)                     | Lennon/McCartney; arr. von Thorne        | Ken Thorne | 2:07  |
| 04     | You’ve Got to Hide Your Love Away (Mono)                         | Lennon/McCartney                         | Lennon     | 2:11  |
| 05     | I Need You (Mono)                                                | Harrison                                 | Harrison   | 2:31  |
| 06     | In the Tyrol (Instrumental) (Mono)                               | Thorne                                   | Ken Thorne | 2:24  |
| 07     | Another Girl (Mono)                                              | Lennon/McCartney                         | McCartney  | 2:08  |
| 08     | Another Hard Day’s Night (Instrumental) (Mono)                   | Lennon/McCartney; arr. von Thorne        | Ken Thorne | 2:31  |
| 09     | Ticket to Ride (Mono)                                            | Lennon/McCartney                         | Lennon     | 3:07  |
| 10     | Medley: The Bitter End / You Can’t Do That (Instrumental) (Mono) | Thorne/Lennon/McCartney; arr. von Thorne | Ken Thorne | 2:26  |
| 11     | You’re Going to Lose That Girl (Mono)                            | Lennon/McCartney                         | Lennon     | 2:19  |
| 12     | The Chase (Instrumental) (Mono)                                  | Thorne                                   | Ken Thorne | 2:32  |
| 13     | Help! (+ Ken Thorne’s James Bond Theme)                          | Lennon/McCartney                         | Lennon     | 2:39  |
| 14     | The Night Before                                                 | Lennon/McCartney                         | McCartney  | 2:36  |
| 15     | From Me to You Fantasy (Instrumental)                            | Lennon/McCartney; arr. von Thorne        | Ken Thorne | 2:07  |
| 16     | You’ve Got to Hide Your Love Away                                | Lennon/McCartney                         | Lennon     | 2:12  |
| 17     | I Need You                                                       | Harrison                                 | Harrison   | 2:31  |
| 18     | In the Tyrol (Instrumental)                                      | Thorne                                   | Ken Thorne | 2:24  |
| 19     | Another Girl                                                     | Lennon/McCartney                         | McCartney  | 2:08  |
| 20     | Another Hard Day’s Night (Instrumental)                          | Lennon/McCartney; arr. von Thorne        | Ken Thorne | 2:31  |
| 21     | Ticket To Ride                                                   | Lennon/McCartney                         | Lennon     | 3:10  |
| 22     | Medley: The Bitter End / You Can’t Do That (Instrumental)        | Thorne/Lennon/McCartney; arr. von Thorne | Ken Thorne | 2:25  |
| 23     | You’re Gonna Lose That Girl                                      | Lennon/McCartney                         | Lennon     | 2:19  |
| 24     | The Chase (Instrumental)                                         | Thorne                                   | Ken Thorne | 2:28  |

Rubber Soul
| Nummer | Lied                                        | Autor            | Leadgesang           | Länge |
| ------ | ------------------------------------------- | ---------------- | -------------------- | ----- |
| 01     | I’ve Just Seen a Face (Mono)                | Lennon/McCartney | McCartney            | 2:06  |
| 02     | Norwegian Wood (This Bird Has Flown) (Mono) | Lennon/McCartney | Lennon               | 2:05  |
| 03     | You Won’t See Me (Mono)                     | Lennon/McCartney | McCartney            | 3:26  |
| 04     | Think for Yourself (Mono)                   | George Harrison  | Harrison             | 2:19  |
| 05     | The Word (Mono)                             | Lennon/McCartney | Lennon und McCartney | 2:46  |
| 06     | Michelle (Mono)                             | Lennon/McCartney | McCartney            | 2:47  |
| 07     | It’s Only Love (Mono)                       | Lennon/McCartney | Lennon               | 1:56  |
| 08     | Girl (Mono)                                 | Lennon/McCartney | Lennon               | 2:32  |
| 09     | I’m Looking Through You (Mono)              | Lennon/McCartney | McCartney            | 2:29  |
| 10     | In My Life (Mono)                           | Lennon/McCartney | Lennon               | 2:27  |
| 11     | Wait (Mono)                                 | Lennon/McCartney | Lennon und McCartney | 2:15  |
| 12     | Run for Your Life (Mono)                    | Lennon/McCartney | Lennon               | 2:26  |
| 13     | I’ve Just Seen a Face                       | Lennon/McCartney | McCartney            | 2:06  |
| 14     | Norwegian Wood (This Bird Has Flown)        | Lennon/McCartney | Lennon               | 2:06  |
| 15     | You Won’t See Me                            | Lennon/McCartney | McCartney            | 3:21  |
| 16     | Think for Yourself                          | George Harrison  | Harrison             | 2:19  |
| 17     | The Word                                    | Lennon/McCartney | Lennon und McCartney | 2:46  |
| 18     | Michelle                                    | Lennon/McCartney | McCartney            | 2:43  |
| 19     | It’s Only Love                              | Lennon/McCartney | Lennon               | 1:58  |
| 20     | Girl                                        | Lennon/McCartney | Lennon               | 2:31  |
| 21     | I’m Looking Through You                     | Lennon/McCartney | McCartney            | 2:31  |
| 22     | In My Life                                  | Lennon/McCartney | Lennon               | 2:27  |
| 23     | Wait                                        | Lennon/McCartney | Lennon und McCartney | 2:14  |
| 24     | Run for Your Life                           | Lennon/McCartney | Lennon               | 2:21  |

Yesterday and Today
| Nummer | Lied                          | Autor                    | Leadgesang | Länge |
| ------ | ----------------------------- | ------------------------ | ---------- | ----- |
| 01     | Drive My Car (Mono)           | Lennon/McCartney         | McCartney  | 2:30  |
| 02     | I’m Only Sleeping (Mono)      | Lennon/McCartney         | Lennon     | 3:02  |
| 03     | Nowhere Man (Mono)            | Lennon/McCartney         | Lennon     | 2:43  |
| 04     | Doctor Robert (Mono)          | Lennon/McCartney         | Lennon     | 2:17  |
| 05     | Yesterday (Mono)              | Lennon/McCartney         | McCartney  | 2:07  |
| 06     | Act Naturally (Mono)          | Morrison/Russell         | Starr      | 2:31  |
| 07     | And Your Bird Can Sing (Mono) | Lennon/McCartney         | Lennon     | 2:02  |
| 08     | If I Needed Someone (Mono)    | Harrison                 | Harrison   | 2:22  |
| 09     | We Can Work It Out (Mono)     | Lennon/McCartney         | McCartney  | 2:16  |
| 10     | What Goes On (Mono)           | Lennon/McCartney/Starkey | Starr      | 2:47  |
| 11     | Day Tripper (Mono)            | Lennon/McCartney         | McCartney  | 2:56  |
| 12     | Drive My Car                  | Lennon/McCartney         | McCartney  | 2:30  |
| 13     | I’m Only Sleeping             | Lennon/McCartney         | Lennon     | 3:01  |
| 14     | Nowhere Man                   | Lennon/McCartney         | Lennon     | 2:44  |
| 15     | Doctor Robert                 | Lennon/McCartney         | Lennon     | 2:15  |
| 16     | Yesterday                     | Lennon/McCartney         | McCartney  | 2:07  |
| 17     | Act Naturally                 | Morrison/Russell         | Starr      | 2:31  |
| 18     | And Your Bird Can Sing        | Lennon/McCartney         | Lennon     | 2:02  |
| 19     | If I Needed Someone           | Harrison                 | Harrison   | 2:23  |
| 20     | We Can Work It Out            | Lennon/McCartney         | McCartney  | 2:15  |
| 21     | What Goes On?                 | Lennon/McCartney/Starkey | Starr      | 2:48  |
| 22     | Day Tripper                   | Lennon/McCartney         | McCartney  | 2:51  |

Revolver
| Nummer | Lied                               | Autor            | Leadgesang | Länge |
| ------ | ---------------------------------- | ---------------- | ---------- | ----- |
| 01     | Taxman (Mono)                      | Harrison         | Harrison   | 2:41  |
| 02     | Eleanor Rigby (Mono)               | Lennon/McCartney | McCartney  | 2:09  |
| 03     | Love You To (Mono)                 | Harrison         | Harrison   | 3:09  |
| 04     | Here, There and Everywhere (Mono)  | Lennon/McCartney | McCartney  | 2:25  |
| 05     | Yellow Submarine (Mono)            | Lennon/McCartney | Starr      | 2:41  |
| 06     | She Said She Said (Mono)           | Lennon/McCartney | Lennon     | 2:36  |
| 07     | Good Day Sunshine (Mono)           | Lennon/McCartney | McCartney  | 2:12  |
| 08     | For No One (Mono)                  | Lennon/McCartney | McCartney  | 2:02  |
| 09     | I Want to Tell You (Mono)          | Harrison         | Harrison   | 2:31  |
| 10     | Got to Get You into My Life (Mono) | Lennon/McCartney | McCartney  | 2:38  |
| 11     | Tomorrow Never Knows (Mono)        | Lennon/McCartney | Lennon     | 3:01  |
| 12     | Taxman                             | Harrison         | Harrison   | 2:39  |
| 13     | Eleanor Rigby                      | Lennon/McCartney | McCartney  | 2:07  |
| 14     | Love You To                        | Harrison         | Harrison   | 3:00  |
| 15     | Here, There and Everywhere         | Lennon/McCartney | McCartney  | 2:26  |
| 16     | Yellow Submarine                   | Lennon/McCartney | Starr      | 2:40  |
| 17     | She Said She Said                  | Lennon/McCartney | Lennon     | 2:36  |
| 18     | Good Day Sunshine                  | Lennon/McCartney | McCartney  | 2:10  |
| 19     | For No One                         | Lennon/McCartney | McCartney  | 2:01  |
| 20     | I Want to Tell You                 | Harrison         | Harrison   | 2:30  |
| 21     | Got to Get You into My Life        | Lennon/McCartney | McCartney  | 2:30  |
| 22     | Tomorrow Never Knows               | Lennon/McCartney | Lennon     | 2:57  |

Hey Jude
| Nummer | Lied                        | Autor            | Leadgesang | Länge |
| ------ | --------------------------- | ---------------- | ---------- | ----- |
| 01     | Can’t Buy Me Love           | Lennon/McCartney | McCartney  | 2:19  |
| 02     | I Should Have Known Better  | Lennon/McCartney | Lennon     | 2:39  |
| 03     | Paperback Writer            | Lennon/McCartney | McCartney  | 2:14  |
| 04     | Rain                        | Lennon/McCartney | Lennon     | 2:58  |
| 05     | Lady Madonna                | Lennon/McCartney | McCartney  | 2:14  |
| 06     | Revolution                  | Lennon/McCartney | Lennon     | 3:21  |
| 07     | Hey Jude                    | Lennon/McCartney | McCartney  | 7:06  |
| 08     | Old Brown Shoe              | Harrison         | Harrison   | 3:16  |
| 09     | Don’t Let Me Down           | Lennon/McCartney | Lennon     | 3:30  |
| 10     | The Ballad of John and Yoko | Lennon/McCartney | Lennon     | 2:55  |

## Chartplatzierungen
| ChartsChartplatzierungen       | Höchstplatzierung | Wochen |
| ------------------------------ | ----------------- | ------ |
| Deutschland (GfK)              | 29 (1 Wo.)        | 1      |
| Schweiz (IFPI)                 | 99 (1 Wo.)        | 1      |
| Vereinigte Staaten (Billboard) | 48 (1 Wo.)        | 1      |

## Promotion-CD
| Titel                   | Inhalt | Veröff.   | Label Katalognr.                                   |
| ----------------------- | --- | --------- | -------------------------------------------------- |
| The U.S. Albums Sampler | I Want to Hold Your Hand [Stereo] / All My Loving [Mono] / Money (That’s What I Want) [Mono] / She Loves You [Mono] / If I Fell [Stereo] / And I Love Her [Mono] / Matchbox [Stereo] / Any Time At All [Mono] / A Hard’s Day Night-Their First Movie [Stereo] [Spoken Word] / I’ll Be Back [Mono] / Everybody’s Trying To Be My Baby [Stereo] / P.S. I Love You [Mono] / Please Please Me [Stereo] / Tell Me What You See [Stereo] / Every Little Thing [Mono]/ Help! [Stereo] / I Need You [Mono] / In My Life [Stereo] / You Won’t See Me [Mono] / Drive My Car [Stereo] / What Goes On [Mono] / I Want To tell You [Stereo] / Here, There And Everywhere [Mono] / Rain [Stereo] / Hey Jude [Stereo] | Jan. 2014 | Apple/Capitol Records/Universal Music CATF-05237-2 |